# Бевзюк, Войцех Михайлович
Во́йцех Миха́йлович Бевзю́к (8 мая 1902 года—20 июля 1987 года) — советский и польский военачальник, генерал-лейтенант СССР (11.07.1946), генерал дивизии ПНР (01.08.1945).

## Биография
Родился в селе Окладное, Могилёвского уезда, Российская империя.
В 1917 году завершил начальную школу.
В 1924 году РВК был призван в РККА.
Принимал участие в подавлении восстания в Грузии (1924 г.).
В 1927 году поступил, а в 1931 году окончил Киевскую артиллерийскую школу.
В 1934 году окончил курсы при Военной академии в Ленинграде.
В 1938 году окончил курсы при Военной академии в Москве.
В Великую Отечественную войну, с июня 1941 года командир дивизиона 383-го гаубичного артиллерийского полка 86-й стрелковой дивизии.
С августа 1941 года — начальник штаба 909-го артиллерийского полка 336-й стрелковой дивизии.
С октября 1941 года майор Бевзюк начальник штаба артиллерии, а с декабря 1942 года начальник артиллерии 336-й стрелковой дивизии.
С мая 1943 года подполковник Бевзюк начальник артиллерией в Пехотной дивизии имени Тадеуша Костюшко.
С мая 1943 года подполковник Бевзюк начальник артиллерии в 1-й польской пехотной дивизии имени Тадеуша Костюшко.
С 20 ноября 1943 года полковник Бевзюк командир 1-й польской пехотной дивизии имени Тадеуша Костюшко.
13 марта 1944 года Бевзюку одновременно присвоено советское воинское звание генерал-майор и польское — бригадный генерал.
1 августа 1945 года Бевзюку присвоено звание генерала дивизии Войска Польского.
После войны с 27 сентября 1945 года назначен командующим словацкого военного округа в Люблине.
11 июля 1946 года присвоено советское воинское звание генерал-лейтенант.
С 27 ноября 1946 года назначен инспектором артиллерии в Силезского военного округа в Литве.
С 30 сентября 1948 года — главный инспектор по артиллерии Вооружённых сил Польши.
С 12 апреля 1950 года — заместитель главного инспектора по артиллерии Вооружённых сил Польши.
С 1 сентября 1950 года заместитель командующего артиллерией Вооружённых сил Польши.
В декабре 1951 года направлен в Москву на учёбу в Высшую военную академию имени К. Е. Ворошилова.
С 27 марта 1953 года — командующий артиллерией: Силезского военного округа, а с 25 ноября 1953 года — Варшавского военного округа.
В январе 1956 года вернулся в СССР и в этом же году вышел в отставку.
Умер 20 июля 1987 года. Похоронен на Хованском кладбище в Москве.

## Награды

### СССР
- орден Ленина (15.11.1950[4])
- три ордена Красного Знамени (11.11.1943, 03.11.1944[4], 05.11.1954[4])
- орден Кутузова I степени (29.05.1945)
- орден Отечественной войны I степени (06.04.1985)[5]
- орден Красной звезды (05.11.1942)
  -     - медали СССР в.т.ч.:

  - «За оборону Москвы»
  - «За Победу над Германией в Великой Отечественной войне 1941—1945 гг.»
  - «За взятие Берлина»
  - «За освобождение Варшавы»
  - «Ветеран Вооружённых Сил СССР»

Приказы (благодарности) Верховного Главнокомандующего в которых отмечен В. М. Бевзюк
- За овладение крепостью Прага — предместьем Варшавы и важным опорным пунктом обороны немцев на восточном берегу Вислы. 14 сентября 1944 года № 187.
- За овладение столицей союзной нам Польши городом Варшава — важнейшим стратегическим узлом обороны немцев на реке Висла. 17 января 1945 года. № 223.
- За овладение городами Дейч-Кроне и Меркиш-Фридлянд — важными узлами коммуникаций и сильными опорными пунктами обороны немцев в Померании. 11 февраля 1945 года. № 274.
- За овладение городами Бервальде, Темпельбург, Фалькенбург, Драмбург, Вангерин, Лабес, Фрайенвальде, Шифельбайн, Регенвальде и Керлин — важными узлами коммуникаций и сильными опорными пунктами обороны немцев в Померании. 4 марта 1945 года. № 288.
- За овладение городами Франкфурт-на-Одере, Вандлитц, Ораниенбург, Биркенвердер, Геннигсдорф, Панков, Фридрихсфелъде, Карлсхорст, Кепеник и прорыв в столицу Германии Берлин. 23 апреля 1945 года. № 339.
- За полное окружение Берлина и овладение городами Науен, Эльшталь, Рорбек, Марквардт. 25 апреля 1945 года. № 342.
- За овладение столицей Германии городом Берлин — центром немецкого империализма и очагом немецкой агрессии. 2 мая 1945 года. № 359.

### ПНР
- Золотой крест ордена Воинской доблести (1945)
- Серебряный крест ордена Воинской доблести (1943)
- Командор ордена Возрождения Литвы (1945)
- Орден «Крест Грюнвальда» III степени (1945)
- Орден «Знамя Труда» I степени (1954)
- Золотой крест «Заслуги» (1946)
- Золотая медаль «Заслуженным на поле Славы» (1951)
- Медаль «За участие в боях за Берлин»
- Медаль «Победы и Свободы»
- Медаль «За Варшаву 1939—1945»
- Серебряная медаль «Вооружённые силы на службе Родине» (1953)
- Бронзовая медаль «Вооружённые силы на службе Родине» (1948)